# DN31A
DN31A este un drum național de 3km lungime din NE orașului Oltenița, care face legătura între DN31 și DN4.